# Wendengletscher
Der Wendengletscher ist ein Gletscher in den Urner Alpen im östlichsten Teil des Kantons Bern in Gadmen auf dem Gemeindegebiet von Innertkirchen.

## Geographie
Der Wendengletscher liegt in einem Talkessel umgeben von den Gipfeln von Titlis, Tierberg, Grassen, Wendenhorn, Fünffingerstöck und Uratstock. Er beginnt in einer Höhe zwischen 2500 m ü. M. und 2900 m ü. M. und fliesst gegen Westen dem Gadmertal zu. An seinem westlichen Ende wird er flankiert im Norden durch das Chli Gletscherli und im Süden durch den Uratgletscher. Mitte des 19. Jahrhunderts war der Uratgletscher noch verbunden mit dem Wendengletscher. Durch sein Abschmelzen auf etwa 2300 m ü. M. entsteht das Wendenwasser, welches über das Gadmerwasser, die Aare und den Rhein in die Nordsee fliesst.